# Biełaruś (1919)
„Biełaruś” (biał. «Беларусь») – białoruska codzienna gazeta polityczno-ekonomiczna i literacka o poglądach narodowo-demokratycznych. Wydawana była w języku białoruskim w Mińsku w okresie od 21 października 1919 do 9 lipca 1920 roku. Miasto znajdowało się wówczas pod kontrolą Polski i gazeta zmuszona była funkcjonować w warunkach władzy niezbyt życzliwie nastawionej do białoruskich aspiracji niepodległościowych. Redaktorem-wydawcą była w roku 1919 Jadźwiha Łucewicz, a od 1920 roku redaktorem był Jazep Losik, wydawcą – Tymczasowy Białoruski Komitet Narodowy, a od 12 marca 1920 roku – przedstawiciel TBKN Kuźma Ciareszczanka. Gazeta uważała się za kontynuatorkę gazety „Zwon” i wliczała jej 27 numerów do swojej numeracji. Niejednokrotnie konfiskowana przez polskie władze, wychodziła z „białymi plamami” cenzury. Popierała ideę suwerennej, zjednoczonej i niezależnej Białorusi. Kres jej działalności przyniosło zajęcie Mińska przez bolszewików.